# Кондратенко Анатолій Іванович
Анатолій Іванович Кондратенко (нар. 16 листопада 1940, село Кам'янка Новомиргородського району Кіровоградської області — ?) — український радянський діяч, 1-й секретар Кіровоградського райкому КПУ, голова Кіровоградської райради Кіровоградської області. Член ЦК КПУ в червні 1990 — серпні 1991 року. Народний депутат України 3-го скликання

## Біографія
У 1957—1962 роках — інспектор Знам'янського пункту Сільгоспбанку; інспектор Знам'янського, Новомиргородського відділень Держбанку Кіровоградської області, економіст міжколгоспної будівельної організації Кіровоградської області.
У 1962—1976 роках — на комсомольській і партійній роботі в Кіровоградській області.
Член КПРС з 1963 року.
У 1964 році закінчив Одеський кредитно-економічний інститут, «фінанси та кредит». У 1976 році закінчив Вищу партійну школу при ЦК КПРС.
У 1976—1983 роках — голова виконавчого комітету Новоукраїнської районної ради народних депутатів Кіровоградської області; голова виконавчого комітету Онуфріївської районної ради народних депутатів Кіровоградської області.
У 1983—1990 роках — на партійній роботі: 1-й секретар Кіровоградського районного комітету КПУ Кіровоградської області.
У 1990—1992 роках — голова Кіровоградської районної ради народних депутатів Кіровоградської області.
У 1992—1998 роках — директор агрофірми «Ятрань» у місті Кіровограді.
Народний депутат України 3-го скликання березень 1998 — квітень 2002 року від КПУ, № 69 в списку. Член фракції КПУ (.05.1998-.12.1999), член фракції СелПУ (.12.1999-.02.2000), чл. фракції КПУ (.02.-.10.2000); член Комітету з питань економічної політики, управління народного господарства, власності та інвестицій (з 07.1998).
Потім — на пенсії.

## Нагороди
- два ордени «Знак Пошани»
- медалі